# Paul Denis
Paul Denis (1942 – Port-Salut, 11 maart 2024) was een Haïtiaans politicus.
Denis was een fel opponent van president Jean-Bertrand Aristide en maakte deel uit van het driemanschap dat een Raad van Wijzen aanstelde na de machtsgreep tegen Aristide in 2004. Bij de presidentsverkiezingen van 2006 kwam hij op voor de socialistische OPL ("Òganizasyon Pèp Kap Lité"), maar behaalde slechts 2,62 % van de stemmen. 
Denis werd minister van justitie en openbare veiligheid in de regering van René Préval. Hij werd na de aardbeving die Haïti op 12 januari 2010 trof, verondersteld omgekomen te zijn door de instorting van het ministeriegebouw. Negen dagen later, op 21 januari 2010, werd hij echter gewond maar levend aangetroffen in een gat in de grond.
Op 28 juni 2011 trad hij af als minister, vlak voordat hij voor een senaatscommissie moest verschijnen in verband met wantoestanden in het rechterlijk apparaat.
Denis overleed op 11 maart 2024 op 81-jarige leeftijd.